# Ижорская улица (Санкт-Петербург)
Ижо́рская у́лица — улица в Петроградском районе Санкт-Петербурга. Проходит от Большого проспекта Петроградской стороны до Малого проспекта Петроградской стороны.

## История
Первоначальное название 5-я улица известно с 1791 года. Она была одной из семи номерных улиц, расположенных перпендикулярно Большому проспекту Петроградской стороны.
Современное название Ижорская улица дано 20 января 1858 года по посёлкам Усть-Ижора и Ям-Ижора в ряду улиц Петербургской стороны, наименованных по населённым пунктам Санкт-Петербургской губернии.

## Достопримечательности

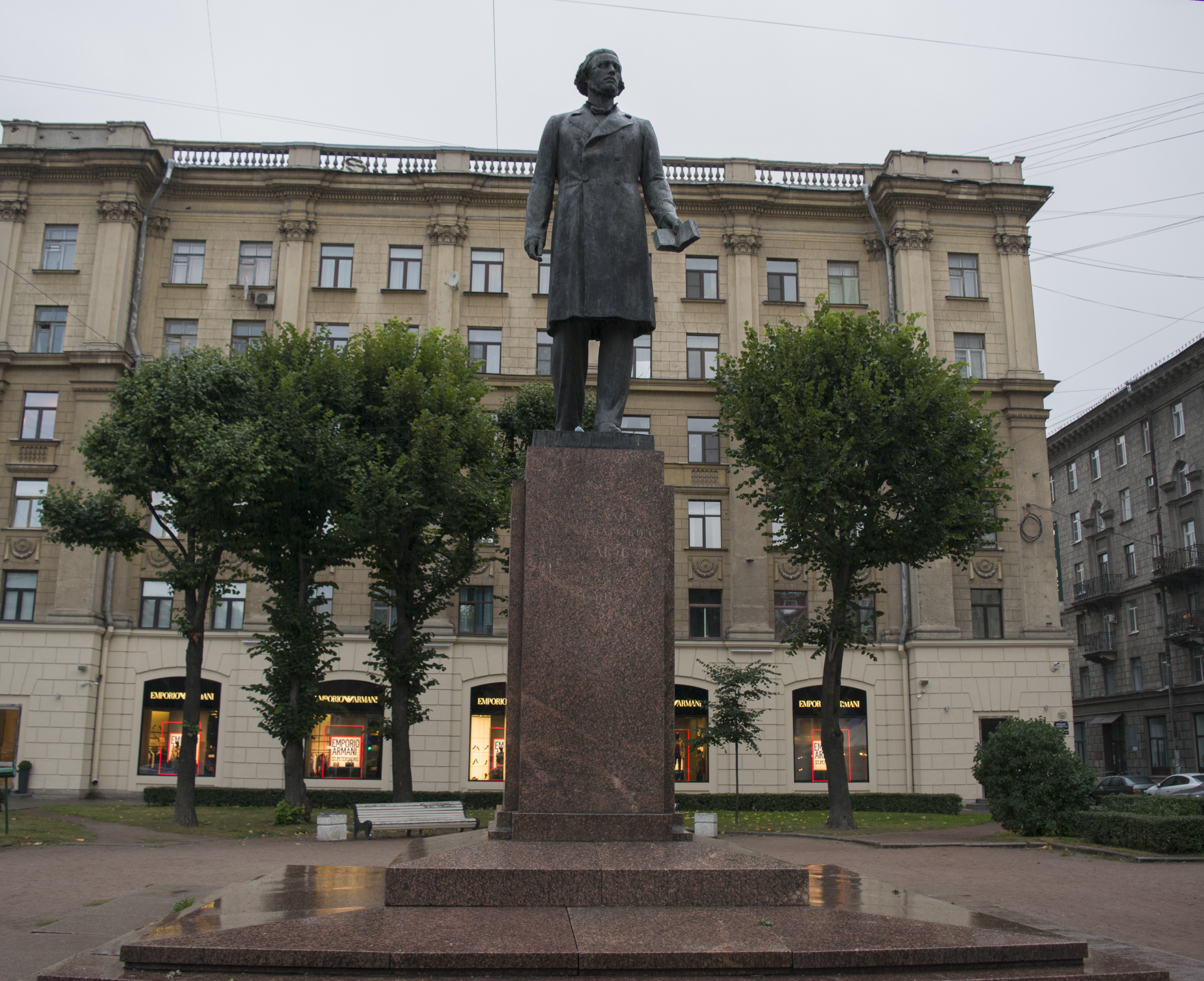
Памятник Н. А. Добролюбову в Большом Рыбацком сквере

- Дом № 1 (Большой пр. ПС, 38-40) — доходный дом Е. Ф. Овчинникова, 1891, арх-р Вениамин Стуккей. Здание было надстроено в 1912-м по проекту Д. А. Крыжановского[2].
- Большой Рыбацкий сквер — находится перед домом 34—36 по Большому проспекту, выходит на Рыбацкую и Ижорскую улицы. В сквере в 1959 году установлен памятник известному русскому публицисту, литературному критику Н. А. Добролюбову (ск. В. А. Синайский, арх. С. Б. Сперанский).